# Mushan (socken i Kina)
Mushan (kinesiska: 木山乡, 木山) är en socken i Kina. Den ligger i den autonoma regionen Guangxi, i den södra delen av landet, omkring 100 kilometer nordost om regionhuvudstaden Nanning. Antalet invånare är 15784. Befolkningen består av 7 684 kvinnor och 8 100 män. Barn under 15 år utgör 19,0 %, vuxna 15-64 år 68 %, och äldre över 65 år 11,0 %.
Genomsnittlig årsnederbörd är 1 829 millimeter. Den regnigaste månaden är juni, med i genomsnitt 333 mm nederbörd, och den torraste är februari, med 41 mm nederbörd.